# Saravan, Vayots Dzor
Saravan là một đô thị thuộc tỉnh Vayots Dzor, Armenia. Dân số ước tính năm 2011 là 255 người.